# Thomas Vrabec
Thomas Vrabec (* 22. Oktober 1966 in Jablonec nad Nisou, Tschechoslowakei) ist ein ehemaliger schweizerisch-tschechischer Eishockeyspieler.

## Karriere
Thomas Vrabec begann seine Karriere als Eishockeyspieler beim EHC Chur, für den er in der Saison 1985/86 in der Schweizer Nationalliga B aktiv war und mit dem er gleich in seinem Rookiejahr in die Nationalliga A aufstieg. Nach zwei Jahren in Chur wechselte der Angreifer zum HC Lugano, mit dem er 1988 und 1990 jeweils Schweizer Meister wurde. Diesen Erfolg konnte er 1991 und 1992 mit dem SC Bern wiederholen. Aufgrund einer Thrombose musste Vrabec 1996 vorzeitig seine Laufbahn beenden.

### International
Für die Schweiz nahm Vrabec an den B-Weltmeisterschaften 1989 und 1989, sowie den A-Weltmeisterschaften 1987, 1991 und 1993 teil. Des Weiteren stand er im Aufgebot der Schweiz bei den Olympischen Winterspielen 1992 in Albertville.

## Erfolge und Auszeichnungen
| - 1984 All-Star Team der U18-Junioren-Europameisterschaft - 1986 Aufstieg in die Nationalliga A mit dem EHC Chur - 1988 Schweizer Meister mit dem HC Lugano | - 1990 Schweizer Meister mit dem HC Lugano - 1991 Schweizer Meister mit dem SC Bern - 1992 Schweizer Meister mit dem SC Bern |